# Марано Маркезато
Марано Маркезато (итал. Marano Marchesato) је насеље у Италији у округу Козенца, региону Калабрија.
Према процени из 2011. у насељу је живело 3474 становника. Насеље се налази на надморској висини од 467 м.

## Становништво
Према резултатима пописа становништва 2011. у општини је живело 3.474 становника.
| 1951. | 1961. | 1971. | 1981. | 1991. | 2001. | 2011. |
| ----- | ----- | ----- | ----- | ----- | ----- | ----- |
| 2.659 | 2.154 | 1.695 | 1.903 | 2.210 | 2.561 | 3.474 |